# カール・リヒター
カール・リヒター（Karl Richter, 1926年10月15日 - 1981年2月15日）は、ドイツの指揮者、オルガン・チェンバロ奏者。

## 生涯
ヴァイマル共和政下のザクセン自由国（現ザクセン州）プラウエンに牧師の子として出生。1937年、11歳のときドレスデン聖十字架教会付属学校に入り、同聖歌隊のメンバーになった。ここで最初の音楽教育を受け、ヨハン・ゼバスティアン・バッハやハインリヒ・シュッツの合唱曲に親しんだ。
1946年、ドレスデンからライプツィヒに移り、ライプツィヒ音楽院に入学。聖トーマス教会のカントルであったカール・シュトラウベとギュンター・ラミンの下で学んだ。1949年に教会音楽の国家試験に合格して聖トーマス教会のオルガニストに就任した。
1950年にライプツィヒ・バッハ・コンクールのオルガン部門で、アマデウス・ウェーバージンケとともに首席を獲得した。1951年、聖マルコ教会（ミュンヘン）のオルガニストに就任し、これに伴いミュンヘンに移住。バッハ・コンクールの成績が契機となってミュンヘン国立音楽大学のオルガンとルター派教会音楽の講師に迎えられた。リヒターは当初東ドイツで活動し、伝統の後継者と目されていたが、社会主義統一党の支配に対して自由な活動の場を求め、次第に西ドイツのミュンヘンで活動するようになった。
1951年から1953年の間、戦後設立されたハインリヒ・シュッツ合唱団の指揮を任され、主にバッハ作曲のカンタータを演奏する目的で訓練、これをミュンヘン・バッハ合唱団と改称した。1953年にはソリストを募集し、ミュンヘン・バッハ管弦楽団を設立。
1954年、シュッツの Musikalische Exequien「音楽による葬送」を録音しレコード・デビューを果たした。同年10月、スイスのジュネーヴにあるヴィクトリア・ホールにて、イギリスのデッカ＝ロンドンレーベルのために、バッハとフランツ・リストのオルガン作品を録音。これがリヒター最初のステレオ録音となった。
1956年にラミンが死去した後、トーマス教会からのカントル就任要請を断り、完全に西ドイツに活動の本拠を移した。ミュンヘン国立音楽大学のオルガン科教授に就任し、ミュンヘン・バッハ管弦楽団および同合唱団を率いてアメリカへの演奏旅行を行った。
1958年、ドイツ・グラモフォンの古楽専門レーベルであるアルヒーフでバッハの「マタイ受難曲」を録音。これは今日まで最もよく知られる彼の代表的作品となった。さらに同レーベルへのカンタータ録音を開始。ドイツ・グラモフォンがアルヒーフレーベルによる音楽史を構想した当初、バッハのカンタータはフリッツ・レーマンらによって担当されていたが、レーマンが1956年に演奏中に急死したため、数人の指揮者による分担を経て、結果的にリヒターがその後任となった。自らライフワークとしていたカンタータ録音は、20年以上をかけて約70曲を残した。

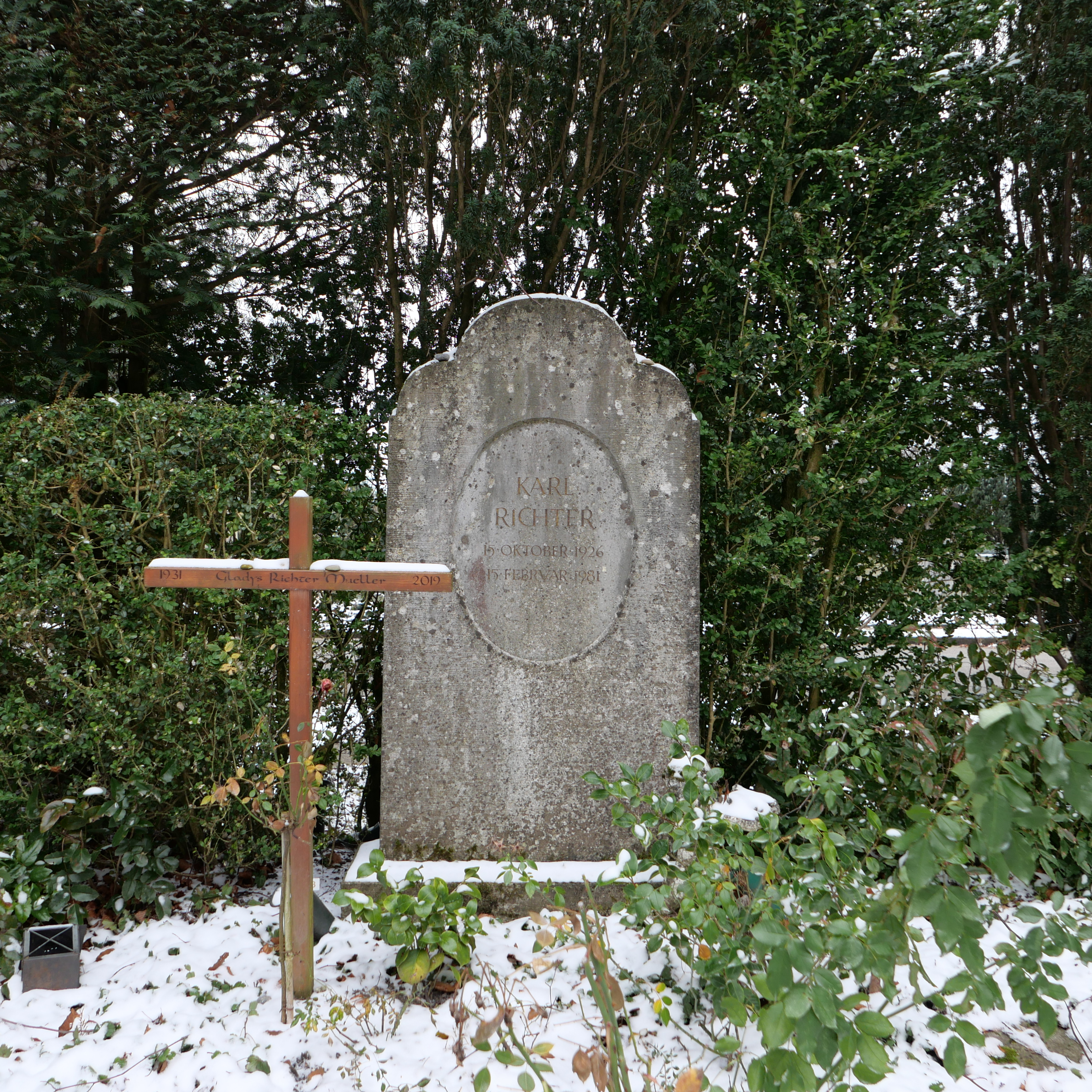
リヒターの墓（2024年1月）

1964年、ミュンヘン市から演奏芸術奨励賞を受けた。1969年、ミュンヘン・バッハ管弦楽団および同合唱団を率いて来日。受難曲、カンタータ、また個人でもオルガン、チェンバロを演奏。これらの来日公演の一部はNHKによって収録、放送され、一部はアルヒーフの国内制作にてLP・CD化された。1971年に心臓発作を起こす。1970年代半ばには、次第に視力が衰えたが手術によって回復。1979年には単身で再来日し、オルガンとチェンバロのリサイタルを開いた。これも一部の公演はCD化されている。
1981年2月15日、滞在していたミュンヘンのホテル「フィア・ヤーレスツァイテン（四季）」431号室にて心臓麻痺により死去。遺体はチューリッヒのエンツェンビュール墓地に葬られた。1931年生まれの妻グラディも2019年に亡くなり、同じ墓に埋葬された。

## 代表的な録音
同曲異演も含めると、CDにして100枚以上になる音源を残した。
レパートリーの大半を占めたバッハやゲオルク・フリードリヒ・ヘンデル以外にも、ヴォルフガング・アマデウス・モーツァルト、フランツ・ヨーゼフ・ハイドン、ルートヴィヒ・ヴァン・ベートーヴェン、クリストフ・ヴィリバルト・グルック、アントン・ブルックナー、ヨハネス・ブラームス、ジュゼッペ・ヴェルディなどの録音が、それぞれわずかであるが残されている。
レーベルとしてはアルヒーフが中心で、他にもテレフンケン（現テルデック）やデッカ＝ロンドンなどにもある程度の録音を残しており、特に活動の最初期はテレフンケンでの録音が多い。テレフンケンにしか残されていないレパートリーの中には、バッハの「パルティータ (BWV825 - 830)」、モーツァルトの「レクイエム」、ヘンデルの「オルガン協奏曲全集」などがある。
以下に、彼の残した録音から代表的なものを記す（カッコ内は録音年）。

### アルヒーフ
- バッハ作品
  - 宗教作品
    - マタイ受難曲（1958年）（1979年録音）
    - ヨハネ受難曲（1963年）
    - ミサ曲 ロ短調（1961年）（1969年・ライヴ録音）
    - クリスマス・オラトリオ（1965年）
    - 「教会カンタータ選集」（75曲・1958年 - 1978年。リヒターのライフワークであった）

  - 世俗作品
    - 管弦楽組曲全集（1960年 - 1961年）
    - ブランデンブルク協奏曲全集（1967年）
    - ゴルトベルク変奏曲（1970年）
    - チェンバロ協奏曲全集（1963年 - 1972年・13曲：BWV1052 - 1058, 1060 - 1065）
    - 音楽の捧げ物（1963年）

  - 宗教曲、世俗曲の両方を含む録音
    - オルガン曲集（1963年 - 1979年）

- ヘンデル作品
  - オラトリオ「メサイア」（英語版・1972年、ドイツ語版・1965年）
  - 合奏協奏曲全集（1970年）

- ハイドンの作品
  - 交響曲第94番ト長調「驚愕」
  - 交響曲第101番ニ長調「時計」

### デッカ＝ロンドン
- オルガン曲集（バッハ作品8曲、リスト作品1曲）（1954年10月、リヒター初のステレオ録音）

### テレフンケン
- バッハ作品
  - パルティータ（1960年：BWV825 - 830）
- モーツァルト作品
  - レクイエム（1960年）

など

## リヒターへの言及
- 青澤唯夫

「（1979年の来日時の）取材で彼に会った。厳粛な学究的雰囲気を感じさせる生真面目な人物で、寡黙だった。思索的な性格なのだろうか、ゆっくり言葉を選んで静かに話す。『バッハの魅力はカンタータに尽きる。言葉によって精神を表しているカンタータの世界は比類ない。私の考える本当のバッハはカンタータだ』と繰り返し語っていた」
- エルンスト・ヘフリガー

「バッハを本当に歌いたいと思うのはリヒターだけです」
- オーレル・ニコレによる追悼スピーチの抜粋（1981年2月20日・ミュンヘン、聖マルコ教会）

「生前のカール・リヒターは絶えず働き通しでした。かのマルティン・ルターは、1546年2月16日にアイスレーベンで最後の文章を書き上げましたが、それが発見されたのは、彼の死〔同年2月18日〕の2日後のことでした。10日ほど前、リヒターは彼がいつも持ち歩いている紙片を私に見せてくれました。それは、ルターが書いた（前述の）ラテン語の文章で、ドイツ語に訳すとこんな具合になります。『ヴェルギリウスの牧歌を理解しようと思うなら、5年間は羊飼いをしなくてはならない。農作をうたったヴェルギリウスの詩を理解しようと思うなら、やはり5年間は農夫を体験しなくてはならない。キケロの書簡を完全に理解しようとするなら、20年間は国の政治に携わらなくてはならない。聖書を十分に理解しようとするなら、100年間は、預言者、バプテスマのヨハネ、キリスト、そして使徒たちとともに、教会を指導していかなくてはならない。それでもあなたは、自分を神の代理だなどと思ってはならない。そうではなく、額（ぬか）づいて祈るべきだ。私たちは、言ってみれば物乞いなのだから。』カール・リヒターは、このルターの文章についてこう言いました。『生きている限り、私は音楽を学び、音楽を自分に叩き込まなくてはならない。ただ単に暗譜するとか、芸術的に演奏できるようになればいいというのではなく、文字通り完全に。』カール・リヒターは、そんな生き方をした人でした。これほどの精神をもった人がかつて存在し、これからも良き模範であり続けるのは、私たちにとってこの上ない励みになります」

## 書籍
- Karl Richter-Musik mit dem Herzen: 1926 - 1981; eine Dokumentation aus Anlass seines 75. Geburtstages, zusammengestelt und eingeleitet von Roland Wörner. Panisken Verlag. 2001.
- Karl Richter in München: 1951 - 1981; Zeitzeugen erinnern sich; eine Dokumentation, Johannes Martin, Conventus Musicus Dettelbach. 2005.
- Karl Richter Trilogy on DVD I. Soloists - Concerts - Tours, II. Bach-Choir und Bach-Orchestra, III. Fascination and Interpretation, Johannes Martin, Conventus Musicus Dettelbach. 2007/2008.
- 野中裕『カール・リヒター論』春秋社、2010年 ISBN 978-4-393-93786-0